# أرينا روديونوفا
أرينا روديونوفا (بالروسية: Арина Ивановна Родионова)‏ مواليد 15 ديسمبر 1989 في تامبوف، الاتحاد السوفيتي، هي لاعبة كرة مضرب أسترالية بدأت مسيرتها كمحترفة سنة 2004 تلعب باليد اليمنى وتحتل حالياً المرتبة 275 (8 فبراير 2016) في تصنيف رابطة محترفات كرة المضرب. هي إحدى بطلات الجراند سلام.

## الخط الزمني للزوجي
مفتاح
| ف | ن | ن.ن | ر.ن | د# | د.م | ل | أ.أ | ت | غ | ب | ف | ذ | م.خ | ل.ت |

(ف) فاز بالبطولة (ن) وصل النهائي (ن.ن) نصف النهائي (ر.ن) ربع النهائي (د#) الأدوار الأربعة الأولى (د.م) دور المجموعات (ل) شارك في كأس ديفيز (أ.أ) خرج من الأدوار الاولى (ت) خسر التصفيات التأهيلية (غ) غاب عن الحدث أو البطولة (ب) حصل على ميدالية برونزية (ف) حصل على ميدالية فضية (ذ) حصل على ميدالية ذهبية (م.خ) بطولة الماسترز خُفضت إلى مرتبة أقل (ل.ت) البطولة لم تعقد في السنة المعينة.
لتجنب الارتباك وازدواجية الحساب، يتم تحديث هذه المعلومات إما في نهاية البطولة، أو عندما تكون مشاركة اللاعب في البطولة قد انتهت.
| دورات الجراند سلام            |     |     |     |     |     |   |  |       |     |
| بطولة أستراليا المفتوحة للتنس | غ   | غ   | د2  | د1  | د1  |   |  | 0 / 3 | 1–3 |
| دورة رولان غاروس الدولية      | د1  | غ   | غ   | غ   |     |   |  | 0 / 1 | 0–1 |
| بطولة ويمبلدون                | د1  | د2  | غ   | غ   |     |   |  | 0 / 2 | 1–2 |
| أمريكا المفتوحة               | د1  | غ   | غ   | غ   | غ   | غ |  | 0 / 1 | 0–1 |
| فوز-خسارة                     | 0–3 | 1–1 | 1–1 | 0–1 | 0–1 |   |  | 0 / 7 | 1–7 |
| إحصائيات المسيرة              |     |     |     |     |     |   |  |       |     |
| تصنيف نهاية العام             | 95  | 121 | 109 | 151 |     |   |  |       |     |

## وصلات خارجية
- أرينا روديونوفا على موقع رابطة محترفات التنس (الإنجليزية)
- أرينا روديونوفا على موقع الاتحاد الدولي لكرة المضرب (الإنجليزية)
- أرينا روديونوفا على موقع كأس بيلي جين كينغ (الإنجليزية)
- أرينا روديونوفا على موقع اتحاد التنس الأسترالي (الإنجليزية)
- أرينا روديونوفا على موقع بطولة ويمبلدون (الإنجليزية)
- أرينا روديونوفا على موقع خلاصة التنس.كوم (الإنجليزية)
- أرينا روديونوفا على موقع إي إس بي إن.كوم (الإنجليزية)
- أرينا روديونوفا على موقع أوليمبيديا (الإنجليزية)
- أرينا روديونوفا على موقع اللجنة الأولمبية الأسترالية (الإنجليزية)

- الموقع الرسمي